# 玉輝山正則
玉輝山 正則（たまきやま まさのり、1951年4月29日 - ）は、福岡県糸島郡前原町（現役当時、現在の同県糸島市）出身で片男波部屋に所属した元大相撲力士。本名は萩尾 正則（はぎお まさのり）。現役時代の体格は182cm、141kg。 最高位は西小結（1979年7月場所）。得意手は右四つ、寄り、上手投げ。

## 来歴・人物
片男波親方（元関脇・玉乃海）の知人の紹介で、1963年1月、小学校在学中に片男波部屋へと入門。翌年5月場所に於いて、13歳で初土俵を踏んだ。
序ノ口当初から、「玉輝山」の四股名で相撲を取った。兄弟子の玉の海に稽古を付けてもらい、右四つの相撲ぶりや体格が玉の海に似ていたことから、周囲から「玉の海二世」と期待をかけられた。
1971年9月場所で十両昇進を果たし、その場所勝ち越すが、場所後に玉の海が27歳で急死。
そのショックから、しばらくは幕下と十両を往復するなど低迷したが、後輩の玉ノ富士に番付で追いつかれてからは再度奮起した。
1974年5月場所にて、23歳で入幕し、以降は玉ノ富士と2人で片男波部屋の再発展に尽力した。
平幕と十両、幕内の上位と下位との往復を幾度も繰り返したが、5度目の入幕時の1979年は、1月場所は旭國に勝って対大関戦初勝利を挙げ、5月場所は貴ノ花、旭國の2大関に勝ち、初めて上位で勝ち越して三賞候補にも挙がり、7月場所はただ一度の三役、小結への昇進を果たしている。
しかし1979年9月場所中、右足大腿部の大怪我により途中休場し、翌場所十両に陥落。
その後は幕内に戻ることも叶わず、十両と幕下を2度往復した後、西幕下25枚目に在位した1984年3月場所を以って32歳で引退した。
なお、番付に付いてから引退するまで、一度も改名することがなかった。
引退後は年寄・北陣を襲名し、片男波部屋付きの親方として後進の指導に当たったが、師匠・片男波親方（元・玉乃海）の死去（1987年9月）から4ヵ月後の1988年1月場所限りで廃業（これは同場所限りで元関脇・出羽の花が引退、年寄・出来山を襲名し、出来山を借りていた元関脇・黒姫山が停年を数日後に控えた岳父・北の洋（元関脇）が持つ名跡・武隈を継ぐまでのつなぎが必要だったことが背景にあると言われている）。
現在は、妻の故郷である埼玉県秩父市で、ちゃんこ料理店（やぐら太鼓）を経営している。

## 主な成績・記録
- 通算成績：643勝662敗15休　勝率.493
- 幕内成績：153勝195敗12休　勝率.440
- 現役在位：118場所
- 幕内在位：24場所
- 三役在位：1場所（小結1場所）
- 三賞：無し
- 各段優勝
  - 十両優勝：2回（1975年3月場所、1977年11月場所）
  - 幕下優勝：1回（1973年3月場所）

### 場所別成績
| | 一月場所 初場所（東京） | 三月場所 春場所（大阪） | 五月場所 夏場所（東京） | 七月場所 名古屋場所（愛知） | 九月場所 秋場所（東京） | 十一月場所 九州場所（福岡） |
| --- | ----------------------- | ----------------------- | ----------------------- | --------------------------- | ----------------------- | --------------------------- |
| 1964年 （昭和39年） | x                       | x                       | （前相撲）              | （前相撲）                  | 東序ノ口15枚目 2–5      | 東序ノ口15枚目 4–3          |
| 1965年 （昭和40年） | 西序二段110枚目 2–5     | 西序二段122枚目 3–4     | 東序二段126枚目 4–3     | 西序二段80枚目 3–4          | 西序二段86枚目 2–5      | 西序二段105枚目 5–2         |
| 1966年 （昭和41年） | 西序二段56枚目 3–4      | 西序二段59枚目 3–4      | 西序二段79枚目 3–4      | 東序二段85枚目 5–2          | 東序二段34枚目 4–3      | 東三段目88枚目 4–3          |
| 1967年 （昭和42年） | 東三段目72枚目 6–1      | 西三段目23枚目 2–5      | 東三段目94枚目 4–3      | 東三段目65枚目 4–3          | 西三段目49枚目 4–3      | 西三段目35枚目 1–6          |
| 1968年 （昭和43年） | 東三段目67枚目 4–3      | 東三段目52枚目 5–2      | 東三段目29枚目 4–3      | 東三段目19枚目 5–2          | 東幕下55枚目 4–3        | 東幕下47枚目 3–4            |
| 1969年 （昭和44年） | 東幕下51枚目 2–5        | 東三段目9枚目 2–5       | 西三段目25枚目 6–1      | 東幕下54枚目 3–4            | 西三段目筆頭 5–2        | 東幕下43枚目 3–4            |
| 1970年 （昭和45年） | 西幕下47枚目 5–2        | 東幕下31枚目 4–3        | 西幕下26枚目 2–5        | 西幕下43枚目 5–2            | 東幕下27枚目 4–3        | 西幕下22枚目 4–3            |
| 1971年 （昭和46年） | 西幕下18枚目 4–3        | 西幕下14枚目 4–3        | 東幕下13枚目 5–2        | 東幕下5枚目 6–1             | 東十両12枚目 9–6        | 西十両5枚目 5–10            |
| 1972年 （昭和47年） | 西十両12枚目 4–11       | 西幕下6枚目 6–1         | 東十両11枚目 9–6        | 西十両6枚目 7–8             | 西十両7枚目 3–9–3       | 東幕下2枚目 3–4             |
| 1973年 （昭和48年） | 東幕下9枚目 4–3         | 西幕下5枚目 優勝 7–0    | 東十両10枚目 4–11       | 西幕下7枚目 5–2             | 西幕下4枚目 5–2         | 東十両13枚目 10–5           |
| 1974年 （昭和49年） | 東十両5枚目 7–8         | 西十両6枚目 11–4        | 東前頭13枚目 4–11       | 東十両8枚目 7–8             | 西十両9枚目 10–5        | 西十両2枚目 6–9             |
| 1975年 （昭和50年） | 東十両6枚目 10–5        | 東十両筆頭 優勝 11–4    | 東前頭12枚目 7–8        | 東前頭13枚目 6–9            | 西十両筆頭 9–6          | 西前頭12枚目 8–7            |
| 1976年 （昭和51年） | 東前頭9枚目 9–6         | 西前頭3枚目 6–9         | 西前頭7枚目 5–10        | 西前頭11枚目 8–7            | 西前頭8枚目 9–6         | 西前頭筆頭 5–10             |
| 1977年 （昭和52年） | 西前頭6枚目 6–9         | 西前頭10枚目 3–12       | 西十両5枚目 9–6         | 東十両筆頭 8–7              | 西前頭12枚目 6–9        | 東十両2枚目 優勝 11–4       |
| 1978年 （昭和53年） | 東前頭10枚目 8–7        | 東前頭7枚目 7–8         | 東前頭9枚目 9–6         | 東前頭4枚目 5–10            | 東前頭9枚目 8–7         | 西前頭7枚目 8–7             |
| 1979年 （昭和54年） | 東前頭3枚目 5–10        | 東前頭7枚目 8–7         | 東前頭4枚目 8–7         | 西小結 4–11                 | 東前頭8枚目 1–2–12      | 東十両4枚目 9–6             |
| 1980年 （昭和55年） | 東十両筆頭 6–9          | 西十両7枚目 6–9         | 東十両12枚目 8–7        | 西十両9枚目 7–8             | 西十両11枚目 7–8        | 西十両12枚目 11–4           |
| 1981年 （昭和56年） | 西十両4枚目 6–9         | 東十両9枚目 8–7         | 東十両5枚目 5–10        | 東十両9枚目 8–7             | 西十両8枚目 4–11        | 西幕下5枚目 5–2             |
| 1982年 （昭和57年） | 西十両12枚目 8–7        | 東十両9枚目 7–8         | 東十両12枚目 7–8        | 東十両13枚目 6–9            | 東幕下4枚目 4–3         | 西幕下2枚目 5–2             |
| 1983年 （昭和58年） | 東十両12枚目 8–7        | 東十両11枚目 7–8        | 西十両13枚目 5–10       | 西幕下7枚目 2–5             | 東幕下23枚目 4–3        | 東幕下17枚目 4–3            |
| 1984年 （昭和59年） | 東幕下10枚目 2–5        | 西幕下25枚目 引退 3–4–0 | x                       | x                           | x                       | x                           |
| 各欄の数字は、「勝ち-負け-休場」を示す。 優勝 引退 休場 十両 幕下 三賞：敢=敢闘賞、殊=殊勲賞、技=技能賞 その他：★=金星 番付階級：幕内 - 十両 - 幕下 - 三段目 - 序二段 - 序ノ口 幕内序列：横綱 - 大関 - 関脇 - 小結 - 前頭（「#数字」は各位内の序列） |                         |                         |                         |                             |                         |                             |

### 幕内対戦成績
| 力士名         | 勝数 | 負数 | 力士名 | 勝数 | 負数 | 力士名    | 勝数 | 負数 | 力士名   | 勝数 | 負数 |
| -------------- | ---- | ---- | ------ | ---- | ---- | --------- | ---- | ---- | -------- | ---- | ---- |
| 青葉城         | 4    | 6    | 青葉山 | 3    | 6    | 朝汐(4代) | 1    | 0    | 旭國     | 2    | 3    |
| 天ノ山         | 1    | 2    | 荒勢   | 1    | 2    | 大潮      | 6    | 3    | 巨砲     | 1    | 2    |
| 大錦           | 5    | 4    | 大ノ海 | 1    | 1    | 大登      | 2    | 1    | 大鷲     | 2    | 1    |
| 魁輝           | 6    | 7    | 魁傑   | 0    | 2    | 和錦      | 0    | 1    | 北瀬海   | 7    | 5    |
| 北の湖         | 0    | 6    | 麒麟児 | 2    | 3    | 蔵間      | 2    | 1    | 黒瀬川   | 3    | 3    |
| 黒姫山         | 4    | 8    | 琴風   | 0    | 2    | 琴ヶ嶽    | 1    | 1    | 琴乃富士 | 1    | 2    |
| 琴若           | 1    | 1    | 小沼   | 0    | 1    | 金剛      | 1    | 2    | 蔵玉錦   | 2    | 1    |
| 白田山         | 1    | 0    | 大旺   | 2    | 0    | 大峩      | 2    | 3    | 大觥     | 2    | 0    |
| 大豪           | 2    | 0    | 大受   | 2    | 6    | 大竜川    | 1    | 2    | 隆ノ里   | 2    | 4    |
| 貴ノ花         | 1    | 4    | 高見山 | 3    | 4    | 谷嵐      | 3    | 1    | 千代櫻   | 2    | 1    |
| 千代の富士     | 2    | 2    | 照の山 | 2    | 0    | 出羽の花  | 2    | 2    | 天龍     | 3    | 0    |
| 栃赤城         | 3    | 6    | 栃東   | 3    | 3    | 栃光      | 1    | 5    | 羽黒岩   | 2    | 2    |
| 長谷川         | 0    | 2    | 播竜山 | 6    | 7    | 福の花    | 2    | 1    | 富士櫻   | 5    | 4    |
| 二子岳         | 2    | 1    | 双津竜 | 5    | 6    | 増位山    | 3    | 4    | 舛田山   | 4    | 6(1) |
| 三重ノ海       | 1(1) | 3    | 三杉磯 | 2    | 4    | 陸奥嵐    | 3    | 1    | 豊山     | 1    | 4    |
| 吉王山         | 1    | 0    | 琉王   | 1    | 1    | 若獅子    | 4    | 5    | 若ノ海   | 1    | 0    |
| 若乃花(若三杉) | 1    | 7    | 輪島   | 0    | 5    | 鷲羽山    | 2    | 3    |          |      |      |

## 年寄変遷
- 北陣 正則（きたじん まさのり）1984年3月-1988年1月（廃業）